# Estación de Valencia-Cabañal
Estación de Valencia-Cabañal vasútállomás Spanyolországban, Valencia településen.

## Vasútvonalak
Az állomást az alábbi vasútvonalak érintik:
- Tarragona-Valencia-vasútvonal

## Kapcsolódó állomások
A vasútállomáshoz az alábbi állomások vannak a legközelebb:
- Estación de Valencia-Fuente San Luis (Valencia Estación del Norte, Línia 5, Línia 6)
- Train station of Roca Cúper (Estación de Castellón de la Plana, Línia 6)